# Drassodes saccatus
Drassodes saccatus är en spindelart som först beskrevs av James Henry Emerton 1890.  Drassodes saccatus ingår i släktet Drassodes och familjen plattbuksspindlar. Inga underarter finns listade i Catalogue of Life.